# دور أب القديم (بهمئي غرمسيري الشمالي)
دور أب القدیم (بالفارسية: دورآب قدیم) هي قرية تقع في إيران في قسم بهمئي غرمسیري الشمالي الريفي. يقدر عدد سكانها بـ 30 نسمة .